# D (muziek)
D, ook re genoemd, is een stamtoon die een hele toonafstand hoger ligt dan de C en een hele toonafstand lager dan de E.
Op een pianoklavier ligt de D telkens tussen de twee zwarte toetsen. De derde snaar van een klassieke gitaar is gestemd op de D.

## Octavering
In de onderstaande tabel staan de toonhoogten van de tonen D in de gelijkzwevende stemming voor de verschillende octaven, uitgaande van de standaard toonhoogte van 440 Hz van de stemtoon.
| Musicologische notatie | Helmholtznotatie | Octaafnaam           | Frequentie (Hz) |
| ---------------------- | ---------------- | -------------------- | --------------- |
| D-1                    | D,,,             | Subsubcontra-octaaf  | 9.177           |
| D0                     | D,,              | Subcontra-octaaf     | 18.354          |
| D1                     | D,               | Contra-octaaf        | 36.708          |
| D2                     | D                | Groot octaaf         | 73.416          |
| D3                     | d                | Klein octaaf         | 146.832         |
| D4                     | d′               | Eengestreept octaaf  | 293.665         |
| D5                     | d′′              | Tweegestreept octaaf | 587.33          |
| D6                     | d′′′             | Driegestreept octaaf | 1174.659        |
| D7                     | d′′′′            | Viergestreept octaaf | 2349.318        |
| D8                     | d′′′′′           | Vijfgestreept octaaf | 4698.636        |
| D9                     | d′′′′′′          | Zesgestreept octaaf  | 9397.273        |